# Happy Game
Happy Game — це пригодницька відеогра жахів, розроблена та опублікована Amanita Design . Гра була випущена 28 жовтня 2021 року  для Microsoft Windows через Steam і консоль Nintendo Switch.

## Сюжет
Молодий хлопець засинає в жахливому кошмарі. Він повинен пережити три жахливі кошмари, щоб знову стати щасливим. У цих кошмарах гравець бачить спогади з минулого хлопчика.

## Ігровий процес
Happy Game — це пригодницька гра, яка нагадує попередні ігри від Amanita Design, але набагато темніша. Гравець повинен пройти через три світи, вирішуючи на своєму шляху різні головоломки.  Гравець також стикається з різними істотами, які можуть їх убити, і часто доводиться швидко виконувати дії, щоб не бути вбитими. 

## Розвиток
Happy Game згадувався як майбутній проєкт Amanita Design в інтерв’ю Лукаша Кунца в березні 2018 року  Kunce заявив, що він буде схожий на Botanicula та Chuchel, але темніший. Happy Game розроблялася 7 років. Гру розробив Jaromír Plachý, творець Botanicula та Chuchel, а саундтрек написав гурт DVA.   Гру було офіційно анонсовано 15 грудня 2020 року під час презентації Nintendo Indie World  а її реліз заплановано на осінь 2021 року  Демо-версія гри була випущена 3 лютого 2021 року під час Фестивалю ігор Steam. 

## Рецепція
За даними агрегатора оглядів Metacritic, Happy Game отримала загалом схвальні відгуки для ПК.
Оглядові видання хвалили художній стиль назви, партитуру, звукове оформлення та теми та критикували нецікаві головоломки та незграбне керування.